# جوایز مانگای شوگاکوکان
جایزه مانگای شوگاکوکان (小学 館 漫画 賞، Shōgakukan Mangashō) یکی از جوایز مهم مانگای ژاپن است که توسط انتشارات شوگاکوکان حمایت مالی می‌شود. از سال ۱۹۵۵ هر ساله برای مانگای سریالی اهدا می‌شود و نامزدهای تعدادی از ناشران در آن حضور دارند.
دسته‌های جایزه فعلی عبارتند از:
- کودکانه (児 童 向 け 部門، Jidō muke bumon)

- پسرانه (少年 向 け 部門، Shōnen muke bumon)

- دخترانه (少女 向 け 部門، Shōjo muke bumon)

- عمومی (عام)/سینن (一般 向 け 部門، Ippan muke bumon)

در ابتدا فقط یک جایزه عمومی وجود داشت. در سال ۱۹۷۶، گروه عمومی معرفی شد. گروه پسرانه / دخترانه در سال ۱۹۸۰ معرفی شد، سپس در سال ۱۹۸۴ به جوایز جداگانه دختر و پسر تقسیم شد. گروه کودکانه در سال ۱۹۸۲ معرفی شد. از سال ۱۹۷۶ تا ۱۹۸۹، گروه عمومی دسته سینن / عمومی (青年 一般け 部門، Seinen ippan muke bumon) نامیده شد.
همچنین جوایز ویژه گاه به گاه برای کارهای برجسته، موفقیت در طول زندگی و غیره اهدا می‌شود.